# Plogonnec
Plogonnec település Franciaországban, Finistère megyében. Lakosainak száma 3223 fő (2022. január 1.). Plogonnec Locronan, Guengat, Le Juch, Kerlaz, Landrévarzec, Quéménéven és Quimper községekkel határos.

## Népesség
A település népességének változása:
| Lakosok száma | 2270 | 2888 | 3073 | 3006 | 3057 | 3126 | 3156 | 3178 | 3196 | 3223 |
|               | 1968 | 1982 | 1990 | 2006 | 2013 | 2015 | 2017 | 2019 | 2020 | 2022 |